# 東京キッド (テレビ番組)
『東京キッド』（とうきょうきっど、TOKYO KID）は、日本、インドネシア、カンボジア、台湾で放映される15分番組である。日本では東名阪ネット6および5いっしょ3ちゃんねる加盟局（幹事局：テレビ神奈川（tvk））で放送される。

## 概要
なお、エンディングのVTRなど、一部のシーンで日光江戸村でのロケを行っており、制作協力としても加わっている。

## 放送リスト
放送日は、最も早く放送されたチバテレの放送日を記載（同日中に、tvk、テレ玉、とちテレにも遅れネット）。
| 話数              | 放映日 （チバテレ他） | テーマ         |
| ----------------- | --------------------- | -------------- |
| 第1回             | 2015年4月4日          | 食品サンプル   |
| 第2回             | 2015年4月11日         | 食玩           |
| 第3回             | 2015年4月18日         | 文房具         |
| 第4回             | 2015年4月25日         | 自動販売機     |
| 第5回             | 2015年5月2日          | シール         |
| 第6回             | 2015年5月9日          | フリーズドライ |
| 第7回             | 2015年5月16日         | 給食           |
| 第8回             | 2015年5月23日         | お風呂         |
| 第9回             | 2015年5月30日         | お弁当         |
| 第10回            | 2015年6月6日          | 回転寿司       |
| 第11回            | 2015年6月13日         | 乗り物         |
| 第12回 （最終回） | 2015年6月20日         | お菓子         |

## 放送局

### 日本国内
| 放送地域 | 放送局           | 系列                                                           | 放送日時           | 放送期間                | 備考   |
| -------- | ---------------- | -------------------------------------------------------------- | ------------------ | ----------------------- | ------ |
| 栃木県   | とちぎテレビ     | 独立局 （5いっしょ3ちゃんねる加盟） 共同制作局                 | 土曜 8:45 - 9:00   | 2015年4月4日 - 6月20日  |        |
| 群馬県   | 群馬テレビ       | 独立局 （5いっしょ3ちゃんねる加盟） 共同制作局                 | 日曜 18:45 - 19:00 | 2015年4月12日 - 6月28日 |        |
| 神奈川県 | テレビ神奈川     | 独立局 （東名阪ネット6・ 5いっしょ3ちゃんねる加盟） 共同制作局 | 土曜 8:30 -8:45    | 2015年4月4日 - 6月20日  | 幹事局 |
| 埼玉県   | テレビ埼玉       | 独立局 （東名阪ネット6・ 5いっしょ3ちゃんねる加盟） 共同制作局 | 土曜 11:00 - 11:15 | 2015年4月4日 - 6月20日  |        |
| 千葉県   | 千葉テレビ放送   | 独立局 （東名阪ネット6・ 5いっしょ3ちゃんねる加盟） 共同制作局 | 土曜 7:45 - 8:00   | 2015年4月4日 - 6月20日  |        |
| 三重県   | 三重テレビ放送   | 独立局 （東名阪ネット6加盟） 共同制作局                        | 火曜 23:01 - 23:16 | 2015年4月7日 - 6月23日  |        |
| 京都府   | 京都放送         | 独立局 （東名阪ネット6加盟） 共同制作局                        | 日曜 11:00 - 11:15 | 2015年4月5日 - 6月21日  |        |
| 兵庫県   | サンテレビジョン | 独立局 （東名阪ネット6加盟） 共同制作局                        | 日曜 22:30 - 22:45 | 2015年4月5日 - 6月21日  |        |

### 海外
- MNC Channels（ インドネシア）
- TV4Asia（ カンボジア）
- 国興衛視（ 中華民国（台湾））